# Ндойе, Исса
Исса́ Ндо́йе (Иса Ндой; фр. Issa Ndoye; 12 декабря 1985, Тиес, Сенегал) — сенегальский футболист, вратарь. Выступал за сборную Сенегала.

## Клубная карьера
Начал карьеру на родине в Сенегале, сначала выступал за клуб из родного города «Мбахаан Тиес». С 2001 года по 2004 год выступал за команду «Жанна д’Арк». В 2005 году перешёл в иранский клуб «Зоб Ахан». В сезоне 2008/09 стал вице-чемпионом Ирана и выиграл кубок Ирана в финальном матче парировал два одиннадцатиметровых.
В июне 2009 года перешёл в луцкую «Волынь». До этого побывал на просмотре в харьковском «Металлисте». На просмотре в Луцке Ндойе был ещё в конце августа 2008 года, но, имея на руках только что пролонгированный контракт из-за высокой трансферной стоимости не смог быть заявлен за «Волынь». Тогда же Исса проходил смотрины и в харьковском «Металлисте», но, как ни странно, у харьковчан на кипера денег тоже не хватило. В межсезонье 2009 года Ндойе имел приглашение на роль второго вратаря от турецкого «Сивасспора», который должен играть в Лиге чемпионов, но выбрал предложение «Волыни», куда перешёл в статусе свободного агента. В Первой лиге Украины дебютировал 19 июля 2009 года в выездном матче против овидиопольского «Днестра» (1:5). В одном из интервью Виталий Кварцяный, назвал Ндойе — лучшим вратарём мира. Позже, летом 2011 года, голкипер, который и так пропустил зимние сборы, уехал на родину в Сенегал и не вернулся, в результате «Волынь» подала документы на дисквалификацию голкипера.
В июле 2012 года пополнил состав команды-новичка бундеслиги «Гройтер Фюрт». Контракт подписан сроком на один год с возможность продления соглашения. Летом 2013 года покинул «Гройтер» и перебрался во Францию в команду — новичка второго дивизиона «Кретей».
В январе 2017 года Исса и его брат Биран прибыли на просмотр в белорусскую команду «Славия-Мозырь». В итоге они подписали контракты с клубом и отыграли один сезон за «Славию», после чего оба покинули команду.

## Карьера в сборной
Выступал за юношеские и молодёжную сборную Сенегала. Дебют в национальной сборной Сенегала состоялся 21 ноября 2007 года в товарищеской игре против Марокко. Главный тренер сенегальцев Хенрик Касперчак выпустил Иссу Ндойе в начале второго тайма вместо Тони Сильвы. По ходу игры Ндойе пропустил два гола и встреча завершилась поражением со счётом (0:3). Был включён в состав сборной Сенегала на Кубок африканских наций 2008.